# Jakub Święcicki
Jakub Święcicki (ur. 18 września 1949 w Warszawie, zm. 20 lipca 2018 w Sztokholmie) – polski badacz stosunków międzynarodowych, analityk i wykładowca, ekspert ds. Europy Wschodniej i Rosji, działacz polityczny i polonijny w Szwecji.

## Życiorys
Był synem profesora Andrzeja Święcickiego i bratem polityka Marcina Święcickiego. Absolwent VI Liceum Ogólnokształcącego im. Tadeusza Reytana w Warszawie (1967). W latach 1967–1972 studiował w Instytucie Filologii Orientalnej Uniwersytetu Warszawskiego. W 1972 wyemigrował do Szwecji, na Uniwersytecie Sztokholmskim podjął studia z dziedziny nauk politycznych i ekonomii, które kontynuował do 1975. Od drugiej połowy lat 70. związany z polską opozycją jako współpracownik Komitetu Obrony Robotników. W latach 1980–1981 działał z NSZZ „Solidarność”. Zasiadał wówczas w Międzynarodowej Konferencji Związków Zawodowych w Brukseli jako jej przedstawiciel. W 1985 podjął pracę analityka i konsultanta ds. ekonomii w Instytucie Spraw Zagranicznych w Sztokholmie. W 1988 został zastępcą posła do Riksdagu wybranego z ramienia Ludowej Partii Liberałów. Pracował jednocześnie jako wykładowca współczesnej historii Polski na Uniwersytecie Sztokholmskim.
Od lat 70. związany z Polonią szwedzką, był prezesem Rady Uchodźstwa Polskiego w Szwecji (1976–1977).
Po zmianie systemu politycznego w Polsce świadczył usługi doradcze w Urzędzie Rady Ministrów, następnie był przedstawicielem szwedzkiego banku oszczędnościowego (Sparbanken) w Polsce (1991–1994). Pozostał jednak w Szwecji, gdzie pełnił funkcję redaktora naczelnego pisma „Internationalla studier” (1997–2001). Został też asystentem badawczym oraz ekspertem ds. Europy Środkowej i Wschodniej oraz Rosji w Instytucie Spraw Zagranicznych w Sztokholmie.

## Odznaczenia
Odznaczony Krzyżem Kawalerskim (1992) oraz Krzyżem Oficerskim (2008) Orderu Odrodzenia Polski, w 2009 otrzymał Krzyż Oficerski Orderu Zasługi Rzeczypospolitej Polskiej.